# Chlou
Chlou (tiếng Abkhaz: Ҷлоу, tiếng Gruzia: ჭლოუ) là một làng thuộc huyện Ochamchira, Abkhazia, Gruzia.

## Nhân khẩu
Tại thời điểm điều tra dân số năm 2011, Chlou có dân số 1.609 người. Trong số này, 95,4% người Abkhaz, 3,3% người Gruzia, 0,7% người Nga, 0,1% người Ukraina và 0,1% người Armenia.